# Potáplice žlutozobá
Potáplice žlutozobá (Gavia adamsii) je největší druh potáplice, vodního ptáka ze stejnojmenného řádu. 

## Popis
Ve všech šatech se velmi podobá potáplici lední; liší se především žlutavě bílým zobákem, který drží zvednutý mírně nahoru. V prostém šatu jsou strany krku a hlavy světlejší (včetně okolí oka a příuší). V opeření zůstává několik černobíle skvrnitých krovek. Hnízdí podél arktického pobřeží Ruska, zimuje v malém počtu u severního pobřeží Norska, vzácně dále na jih.

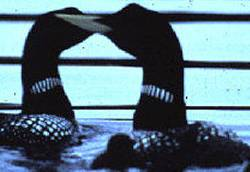
Potáplice žlutozobé ve svatebním šatu

## Pozorování v Česku
Výjimečně zalétla také do České republiky, dosud byla zaznamenána čtyřikrát – v lednu 1935 střelena samice u Bukovky (okres Pardubice), v lednu 1942 střelen samec u Roudnice nad Labem, v prosinci 1942 střelena samice u Lobodic (okres Přerov) a v únoru 1976 pozorován 1 ex. u Děčína.